# Pseudomecas femoralis
Pseudomecas femoralis är en skalbaggsart som beskrevs av Aurivillius 1920. Pseudomecas femoralis ingår i släktet Pseudomecas och familjen långhorningar.
Artens utbredningsområde är Paraguay. Inga underarter finns listade i Catalogue of Life.